# Reinhardt Jung
Reinhardt Jung (* 29. April 1949 in Darmstadt; † 21. Dezember 1999 in Stuttgart) war ein deutscher Kinder- und Jugendschriftsteller.

## Leben
Jung wuchs im mittelhessischen Espa im Taunus auf. Nach seinem Schulabschluss arbeitete er zunächst als Journalist und Werbetexter in Berlin. Ab 1974 schließlich beim internationalen Kinderhilfswerk „terre des hommes“. Von 1992 bis zu seinem Tod leitete er den Kinderfunk des SDR bzw. SWR in Stuttgart. Er lebte mit seiner Ehefrau und den beiden Töchtern in Esslingen bei Stuttgart.
1999 erhielt er u. a. für das Buch Das geheime Wissen der Pinguine, erschienen im Verlag Jungbrunnen, den Österreichischen Kinder- und Jugendbuchpreis. Ein Jahr vor seinem Tod erhielt er 1998 für Auszeit oder Der Löwe von Kauba den Internationalen Janusz-Korczak-Literaturpreis.

## Werke (Auswahl)
- Gita im Loch. Ein Buch für Menschen ab 10 mit einem Gucki. terre des Hommes, Osnabrück 1978.
- Parole, Kandis öffnet die Augen! Die Geschichte vom Abenteuerbahnhof. Bilder von Gunther Andernach. Rowohlt [rororo-Rotfuchs], Reinbek bei Hamburg 1978.
- Kleine Hände, kleine Fäuste. Ausbeutung und Widerstand der Kinder in Lateinamerika. Jungbrunnen, Wien 1983.
- Mord in der Sierra: Spurensuche in Peru. Rowohlt Taschenbuch Verlag, Reinbek bei Hamburg 1993.
- Das geheime Leben der Pinguine. Arena Verlag, Würzburg .1997
- Auszeit oder Der Löwe von Kauba. Jungbrunnen, Wien 1996.
- Bamberts Buch der verschollenen Geschichten. Jungbrunnen, Wien/München 1998.
- Wenn das Licht ausgeht. Jungbrunnen, Wien/München 1998.
- Stimmen aus dem Berg, terre des hommes, Osnabrück 1979